# Reina Ollivier
Reina Ollivier (Ukkel, 22 maart 1956) is een Belgische schrijver van kinderboeken.

## Leven
Ollivier behaalde het diploma van licentiaat in de Germaanse Filologie aan de KU Leuven en studeerde verschillende talen zodat ze zoveel mogelijk boeken in hun oorspronkelijke versie kan lezen: Engels, Frans, Duits, Spaans, Italiaans, Zweeds, Deens en Noors. Ze gaf eerst een tijdje les maar werkt nu fulltime als auteur en vertaler.

## Werk
In 1999 verscheen haar eerste jeugdboek bij uitgeverij Lannoo: Wat jij niet weet, over een jongen die worstelt met zijn gevoelens van verliefdheid. Voor jonge kinderen maakte Ollivier samen met illustratrice An Candaele een reeks prentenboeken over de fantasievolle en ondernemende kleuter Rune. Deze reeks werd vertaald in het Spaans en Catalaans. AlexAnder is een ontroerend boek voor lezers van rond de tien jaar over identiteit, vriendschap en de invloed van het verleden. Dat laatste thema staat ook centraal in Vroeger is nooit voorbij. Personages uit dit boek en uit haar debuut Wat jij niet weet keren terug in Breekpunt. Ollivier schrijft in een zeer vlot leesbare stijl over de leefwereld van jongeren. Gevoelens en communicatie spelen een belangrijke rol in haar werk. Ollivier schrijft en vertaalt al jarenlang voor verschillende tijdschriften van Uitgeverij Averbode. Daarnaast beoordeelt en vertaalt ze ook buitenlandse kinder- en jeugdboeken voor Clavis, Davidsfonds/Infodok, Averbode/Altiora en Lannoo. Haar eerste vertaling dateert van 1985. In maart 2005 kreeg Ollivier een Boekenwelp voor het beste jeugdboek in vertaling, namelijk Als ik niet toevallig de hond van tante Doris verwisseld had (van Ingelin Angerborn, Lannoo). In 2009 ontving ze een Boekenwelp voor haar vertaling van De dag dat ik een hond wilde zijn van dezelfde auteur.

## Bekroningen
- 2000: tweede prijs Kinder- en Jeugdjury voor Wat jij niet weet[1]
- 2005: derde prijs Kinder- en Jeugdjury voor de vertaling van Sandor Slash Ida[1]
- 2005: Boekenwelp voor het beste jeugdboek in vertaling voor Als ik niet toevallig de hond van tante Doris verwisseld had van Ingelin Angerborn
- 2009: Boekenwelp voor het beste jeugdboek in vertaling voor De dag dat ik een hond wilde zijn van Ingelin Angerborn

- Gemeinsame Normdatei: 1270313967
- International Standard Name Identifier: 0000 0001 0847 9974
- Library of Congress Control Number: no2010204614
- Nederlandse Thesaurus van Auteursnamen: 071133208
- Système universitaire de documentation: 185450660
- Virtual International Authority File: 160992645
- WorldCat: E39PBJkXtqTjfff7T9rWMJwV4q